# Tellermine 35
La Tellermine 35 (T.Mi.35) fue una mina antitanque alemana con cubierta metálica utilizada ampliamente durante la Segunda Guerra Mundial. La cubierta de la mina estaba hecha de chapa de acero y tenía una placa de presión ligeramente convexa en la superficie superior con un pozo de espoleta central. Dos pozos de espoletas secundarias estaban ubicados en el costado y en el fondo de la mina para dispositivos anti manipulación. 
Para su uso en playas y bajo el agua, la mina podría desplegarse dentro de una vasija de barro o concreto especialmente diseñada, que actuaba como una chaqueta impermeable para la mina. 
Una variante posterior de la mina, la T.Mi.35 (S) se produjo con una caja acanalada y una cubierta de espoleta. La caja acanalada evitó que la arena cayera por la parte superior de la mina cuando se usó en un desierto o en un entorno arenoso.

## Funcionamiento
Una presión de 400 libras (180 kg) en el centro de la mina o 200 libras (90 kg) en su borde deformaba la placa de presión al comprimir un resorte y romper un pasador de seguridad que retenía el percutor de resorte. Una vez que se soltaba el percutor, se volteaba hacia abajo en una tapa de percusión que disparaba el detonador adyacente seguido de la carga de refuerzo y luego el relleno explosivo principal de TNT. La mayoría fueron pintados de gris (verde oscuro). A partir de 1943, fueron pintados de amarillo oscuro.